# Elephant Gun EP
Albums de Beirut
Pompeii EP
(2007) The Flying Club Cup
(2007)
Elephant Gun EP est un EP de Beirut.

## Liste des titres
1. Elephant Gun - 5:49
2. Transatlantique - 3:37
3. Le Moribond / My Family's Role in the World Revolution - 4:09 (Jacques Brel)